# Langston Galloway
Pour les articles homonymes, voir Galloway (homonymie).
Langston Galloway, né le 9 décembre 1991 à Bâton-Rouge en Louisiane, est un joueur américain de basket-ball. Il évolue aux postes de meneur et d'arrière.

## Biographie

### Carrière universitaire
Entre 2010 et 2014, il joue pour les Hawks à l'Université Saint-Joseph de Philadelphie.
Galloway termine sa carrière universitaire en tant que deuxième meilleur marqueur de l'histoire des Hawks (après Jameer Nelson) avec 1991 points, ainsi que le meilleur tireur à trois points avec 343 paniers réussis.

### Carrière professionnelle

#### Knicks de New York/Knicks de Westchester (2014-2016)
Le 26 juin 2014, automatiquement éligible pour être sélectionné lors de la Draft 2014 de la NBA, il n'est pas sélectionné. Il participe à la NBA Summer League avec les Knicks de New York. Le 9 septembre 2014, il signe avec les Knicks. Cependant, il est coupé par les Knicks le 25 octobre. Le 3 novembre, il rejoint les Knicks de Westchester en D-League en tant que joueur affilié à l'équipe de New York.
Le 7 janvier 2015, il signe un contrat de dix jours avec les Knicks de New York et devient le premier joueur de Westchester à être appelé. Il fait ses débuts en NBA le même jour et termine la rencontre avec sept points, deux rebonds, trois passes décisives et une interception lors de la défaite des siens 91 à 101 contre les Wizards de Washington. Le 8 janvier, contre les Rockets de Houston, il marque 19 points à 6 sur 10 aux tirs mais ne peut empêcher la défaite des Knicks 96 à 120. Le 17 janvier, il signe un second contrat de dix jours avec les Knicks. Le 27 janvier, il signe un contrat partiellement garanti de deux ans avec les Knicks,,. Le 13 avril 2015, il réalise son meilleur match en carrière en marquant 26 points (dont ses six tentatives à trois points) dans la victoire 112 à 108 contre les Hawks d'Atlanta. À la fin de la saison, il est élu dans la Second Team Rookie of the Year 2015, devenant le premier joueur non-drafté dans l'histoire des Knicks à apparaître dans un des meilleurs cinq majeurs rookies.
À la mi-novembre de la saison NBA 2015-2016, Galloway est le 4e joueur en termes de minutes jouées dans le quatrième quart-temps, ayant gagné la confiance et la foi de l'entraîneur Derek Fisher. Il a également l'un des meilleurs pourcentages de réussite à trois points de la NBA après trois semaines de compétition. Le 26 janvier 2016, il réalise son meilleur match de la saison avec 21 points dans la défaite 128 à 122 après prolongation contre le Thunder d'Oklahoma City. Il est rentré en jeu dans l'ensemble des 82 matches de la saison 2015-2016 des Knicks.
Le 1er juillet 2016, à la fin de son contrat, il devient agent libre.

#### Pelicans de La Nouvelle-Orléans (2016-2017)
Le 21 juillet 2016, Galloway signe avec les Pelicans de La Nouvelle-Orléans. Le 19 novembre il marque 23 points et marque six paniers à trois points (record en carrière qu'il avait déjà réalisé) dans la victoire 121 à 116 après prolongation contre les Kings de Sacramento. Le 5 décembre, il marque de nouveau six paniers à trois points pour terminer la rencontre avec 26 points dans la défaite 110 à 108 après deux prolongations chez les Grizzlies de Memphis.

#### Kings de Sacramento (2017)
Le 20 février 2017, Galloway est transféré avec Tyreke Evans, Buddy Hield, un premier tour de draft 2017 et un second tour de draft 2017 aux Kings de Sacramento en échange de DeMarcus Cousins et Omri Casspi.
Le 1er juillet 2017, à la fin de son contrat, il décide de tester le marché et devient agent libre.

#### Pistons de Détroit (2017-2020)
Le 6 juillet 2017, Galloway signe un contrat de 21 millions de dollars sur trois ans avec les Pistons de Détroit. Sur la saison 2017-2018, Galloway a son plus faible pourcentage de réussite aux tirs et aux tirs à trois points de sa carrière, mais aussi la plus faible moyenne de minutes par match en carrière. Il participe à 58 des 82 matches de la saison, en n'ayant pas joué 12 des 14 matches entre le 7 mars et le 4 avril. Le 12 décembre, il réalise son meilleur match de la saison avec 18 points dans la défaite 103 à 84 chez les Nuggets de Denver.
Le 9 décembre 2018, Galloway réalise son meilleur match de la saison avec 24 points dans la défaite 116 à 108 chez les Pelicans de La Nouvelle-Orléans.

#### Suns de Phoenix (2020-2021)
En novembre 2020, il s'engage avec les Suns de Phoenix.

#### Nets de Brooklyn (décembre 2021-janvier 2022)
En décembre 2021, Galloway est recruté avec un contrat de courte durée par les Nets de Brooklyn. Le 26 décembre 2021, il en signe un second.

#### Bucks de Milwaukee (janvier 2022)
Début janvier 2022, il rejoint les Bucks de Milwaukee pour 10 jours.

## Palmarès
- First-team All-Atlantic 10 (2014)
- Second-team All-Atlantic 10 (2012)
- Atlantic 10 All-Rookie Team (2011)

## Statistiques
gras = ses meilleures performances

### Universitaires
| Saison    | Équipe       | Matchs | Titul. | Min./m | % Tir | % 3pts | % LF | Rbds/m. | Pass/m. | Int/m. | Ctr/m. | Pts/m. |
| --------- | ------------ | ------ | ------ | ------ | ----- | ------ | ---- | ------- | ------- | ------ | ------ | ------ |
| 2010-2011 | Saint-Joseph | 33     | 33     | 34,3   | 39,9  | 39,2   | 88,7 | 5,55    | 2,88    | 1,70   | 0,55   | 12,76  |
| 2011-2012 | Saint-Joseph | 34     | 33     | 35,7   | 48,8  | 46,6   | 78,5 | 4,50    | 2,24    | 1,03   | 0,59   | 15,50  |
| 2012-2013 | Saint-Joseph | 32     | 32     | 35,7   | 41,4  | 39,4   | 77,2 | 3,59    | 2,25    | 1,38   | 0,34   | 13,78  |
| 2013-2014 | Saint-Joseph | 34     | 34     | 36,2   | 44,4  | 44,3   | 82,6 | 4,26    | 1,56    | 1,06   | 0,50   | 17,71  |
| Total     | Total        | 133    | 132    | 35,5   | 43,8  | 42,6   | 82,1 | 4,48    | 2,23    | 1,29   | 0,50   | 14,97  |

### Professionnelles

#### Saison régulière NBA
| Saison    | Équipe              | Matchs | Titul. | Min./m | % Tir | % 3pts | % LF | Rbds/m. | Pass/m. | Int/m. | Ctr/m. | Pts/m. |
| --------- | ------------------- | ------ | ------ | ------ | ----- | ------ | ---- | ------- | ------- | ------ | ------ | ------ |
| 2014-2015 | New York            | 45     | 41     | 32,4   | 39,9  | 35,2   | 80,8 | 4,22    | 3,33    | 1,16   | 0,27   | 11,84  |
| 2015-2016 | New York            | 82     | 7      | 24,8   | 39,3  | 34,4   | 75,4 | 3,51    | 2,52    | 0,94   | 0,27   | 7,62   |
| 2016-2017 | La Nouvelle-Orléans | 55     | 0      | 20,4   | 37,4  | 37,7   | 76,9 | 2,20    | 1,18    | 0,73   | 0,09   | 8,56   |
| 2016-2017 | Sacramento          | 19     | 2      | 19,7   | 40,4  | 47,5   | 91,7 | 1,84    | 1,47    | 0,32   | 0,05   | 6,00   |
| 2017-2018 | Détroit             | 58     | 2      | 14,9   | 37,1  | 34,4   | 80,5 | 1,59    | 1,00    | 0,60   | 0,09   | 6,21   |
| 2018-2019 | Détroit             | 80     | 4      | 21,8   | 38,8  | 35,5   | 84,4 | 2,14    | 1,06    | 0,46   | 0,10   | 8,40   |
| 2019-2020 | Détroit             | 66     | 6      | 25,8   | 43,5  | 39,9   | 85,9 | 2,26    | 1,53    | 0,73   | 0,17   | 10,26  |
| 2020-2021 | Phoenix             | 40     | 0      | 10,9   | 44,9  | 42,4   | 95,7 | 1,05    | 0,65    | 0,20   | 0,00   | 4,75   |
| 2021-2022 | Brooklyn            | 4      | 0      | 14,6   | 38,5  | 25,0   | 0,0  | 2,00    | 1,25    | 0,00   | 0,00   | 3,00   |
| 2021-2022 | Milwaukee           | 3      | 0      | 16,2   | 7,7   | 0,0    | 0,0  | 3,33    | 2,33    | 0,33   | 0,00   | 0,67   |
| Total     | Total               | 452    | 62     | 21,8   | 39,7  | 36,8   | 81,6 | 2,45    | 1,62    | 0,67   | 0,14   | 8,09   |

Mise à jour le 3 mars 2022

#### Playoffs NBA
| Saison | Équipe  | Matchs | Titul. | Min./m | % Tir | % 3pts | % LF | Rbds/m. | Pass/m. | Int/m. | Ctr/m. | Pts/m. |
| ------ | ------- | ------ | ------ | ------ | ----- | ------ | ---- | ------- | ------- | ------ | ------ | ------ |
| 2019   | Détroit | 4      | 0      | 27,5   | 32,4  | 36,0   | 0,0  | 3,75    | 1,00    | 0,50   | 1,00   | 7,75   |
| 2021   | Phoenix | 2      | 0      | 7,4    | 14,3  | 0,0    | 0,0  | 1,00    | 0,50    | 0,00   | 0,50   | 1,00   |
| Total  | Total   | 6      | 0      | 20,8   | 29,3  | 33,3   | 0,0  | 2,83    | 0,83    | 0,33   | 0,83   | 5,50   |

Mise à jour le 3 mars 2022

## Records sur une rencontre en NBA
Les records personnels de Langston Galloway en NBA sont les suivants, :
| Type de statistique        | Saison régulière | Saison régulière          | Saison régulière | Playoffs | Playoffs             | Playoffs      |
| Type de statistique        | Record           | Adversaire                | Date             | Record   | Adversaire           | Date          |
| -------------------------- | ---------------- | ------------------------- | ---------------- | -------- | -------------------- | ------------- |
| Points                     | 32               | @ Hornets de Charlotte    | 15 novembre 2019 | 10       | Bucks de Milwaukee   | 22 avril 2019 |
| Paniers marqués            | 11               | @ Hornets de Charlotte    | 15 novembre 2019 | 4        | Bucks de Milwaukee   | 22 avril 2019 |
| Paniers tentés             | 20               | 2 fois                    | 2 fois           | 11       | Bucks de Milwaukee   | 22 avril 2019 |
| Paniers à 3 points réussis | 7                | @ Hornets de Charlotte    | 15 novembre 2019 | 3        | @ Bucks de Milwaukee | 17 avril 2019 |
| Paniers à 3 points tentés  | 13               | Grizzlies de Memphis      | 5 décembre 2016  | 7        | 2 fois               | 2 fois        |
| Lancers francs réussis     | 8                | @ Raptors de Toronto      | 30 octobre 2019  | -        | -                    | -             |
| Lancers francs tentés      | 8                | @ Raptors de Toronto      | 30 octobre 2019  | -        | -                    | -             |
| Rebonds offensifs          | 4                | 2 fois                    | 2 fois           | 1        | 2 fois               | 2 fois        |
| Rebonds défensifs          | 8                | 2 fois                    | 2 fois           | 6        | @ Bucks de Milwaukee | 14 avril 2019 |
| Rebonds totaux             | 11               | 2 fois                    | 2 fois           | 7        | @ Bucks de Milwaukee | 14 avril 2019 |
| Passes décisives           | 7                | 3 fois                    | 3 fois           | 3        | Bucks de Milwaukee   | 22 avril 2019 |
| Interceptions              | 5                | @ Thunder d'Oklahoma City | 20 novembre 2015 | 2        | Bucks de Milwaukee   | 22 avril 2019 |
| Contres                    | 3                | @ Hawks d'Atlanta         | 26 décembre 2015 | 2        | 2 fois               | 2 fois        |
| Balles perdues             | 4                | 3 fois                    | 3 fois           | 1        | 2 fois               | 2 fois        |
| Minutes jouées             | 48               | Spurs de San Antonio      | 17 mars 2015     | 32       | Bucks de Milwaukee   | 22 avril 2019 |

- Double-double : 1
- Triple-double : 0

Dernière mise à jour : 9 novembre 2020

## Vie privée
Galloway est le fils de Larry et Jeralyn Galloway. Son oncle, Geoff Arnold, était son assistant coach à Saint Joseph.